# Чемпіонат світу з футболу 1962 (склади команд)
Нижче наведені склади команд для участі у фінальному турнірі чемпіонату світу з футболу 1962 в Чилі. 
Відразу чотири збірні мали у складі гравців, які представляли іноземні клуби, у томи числі два гравці грали за клуби з Франції, країни яка не була представлена на світовій першості своєю збірною.
Кожна збірна повинна була подати заявку з 22 гравців. Склади усіх команд включали по три воротарі, крім Уругваю, Колумбії, Бразилії, Англії та Аргентини, які включили по два голкіпери.

## Група 1

### СРСР
Головний тренер: Гаврило Качалін
| №  | Поз. | Гравець                            | Дата народження (вік)            | Матчів | Клуб                 |
| -- | ---- | ---------------------------------- | -------------------------------- | ------ | -------------------- |
| 1  | ВР   | Яшин Лев Іванович                  | 22 жовтня 1929 (вік 32 роки)     | 42     | Динамо (Москва)      |
| 2  | ВР   | Маслаченко Володимир Микитович     | 5 березня 1936 (вік 26 років)    | 8      | Локомотив (Москва)   |
| 3  | ВР   | Котрікадзе Сергій Парменович       | 9 серпня 1936 (вік 25 років)     | 0      | Динамо (Тбілісі)     |
| 4  | ЗХ   | Дубинський Едуард Ісаакович        | 6 квітня 1935 (вік 27 років)     | 9      | ЦСКА (Москва)        |
| 5  | ЗХ   | Чохелі Гіві Дмитрович              | 27 червня 1937 (вік 24 роки)     | 16     | Динамо (Тбілісі)     |
| 6  | ЗХ   | Островський Леонід Альфонсович     | 17 січня 1936 (вік 26 років)     | 3      | Торпедо (Москва)     |
| 7  | ЗХ   | Масльонкін Анатолій Євстигнійович  | 26 червня 1930 (вік 31 рік)      | 29     | Спартак (Москва)     |
| 8  | ПЗ   | Шестерньов Альберт Олексійович     | 20 червня 1941 (вік 20 років)    | 1      | ЦСКА (Москва)        |
| 9  | ПЗ   | Маношин Микола Олексійович         | 6 березня 1938 (вік 24 роки)     | 8      | Торпедо (Москва)     |
| 10 | ПЗ   | Нетто Ігор Олександрович (капітан) | 9 січня 1930 (вік 32 роки)       | 48     | Спартак (Москва)     |
| 11 | ПЗ   | Сабо Йожеф Йожефович               | 1 березня 1940 (вік 22 роки)     | 0      | Динамо (Київ)        |
| 12 | ЗХ   | Воронін Валерій Іванович           | 17 липня 1939 (вік 22 роки)      | 14     | Торпедо (Москва)     |
| 13 | НП   | Гусаров Геннадій Олександрович     | 11 березня 1937 (вік 25 років)   | 5      | Торпедо (Москва)     |
| 14 | НП   | Іванов Валентин Козьмич            | 19 листопада 1934 (вік 27 років) | 39     | Торпедо (Москва)     |
| 15 | НП   | Каневський Віктор Ізраїльович      | 3 жовтня 1936 (вік 25 років)     | 3      | Динамо (Київ)        |
| 16 | НП   | Мамикін Олексій Іванович           | 29 лютого 1936 (вік 26 років)    | 7      | ЦСКА (Москва)        |
| 17 | НП   | Месхі Михайло Шалвович             | 12 січня 1937 (вік 25 років)     | 18     | Динамо (Тбілісі)     |
| 18 | ПЗ   | Метревелі Слава Калістратович      | 30 травня 1936 (вік 26 років)    | 19     | Торпедо (Москва)     |
| 19 | НП   | Понєдєльнік Віктор Володимирович   | 22 травня 1937 (вік 25 років)    | 15     | СКА (Ростов-на-Дону) |
| 20 | НП   | Серебряніков Віктор Петрович       | 29 березня 1940 (вік 22 роки)    | 0      | Динамо (Київ)        |
| 21 | ПЗ   | Хусаїнов Галімзян Саліхович        | 27 червня 1937 (вік 24 роки)     | 3      | Спартак (Москва)     |
| 22 | ПЗ   | Численко Ігор Леонідович           | 8 вересня 1939 (вік 22 роки)     | 5      | Динамо (Москва)      |

### Югославія
Головні тренери: Любомир Ловрич і Првослав Михайлович
| №  | Поз. | Гравець               | Дата народження (вік)          | Матчів | Клуб            |
| -- | ---- | --------------------- | ------------------------------ | ------ | --------------- |
| 1  | ВР   | Милутин Шошкич        | 31 грудня 1937 (вік 24 роки)   | 29     | Партизан        |
| 2  | ЗХ   | Владимир Дуркович     | 6 листопада 1937 (вік 24 роки) | 33     | Црвена Звезда   |
| 3  | ЗХ   | Фахрудін Юсуфі        | 8 грудня 1939 (вік 22 роки)    | 29     | Партизан        |
| 4  | ПЗ   | Петар Радакович       | 2 лютого 1937 (вік 25 років)   | 9      | Рієка           |
| 5  | ЗХ   | Влатко Маркович       | 1 січня 1937 (вік 25 років)    | 7      | Динамо (Загреб) |
| 6  | ЗХ   | Владица Попович       | 17 березня 1935 (вік 27 років) | 3      | Црвена Звезда   |
| 7  | НП   | Андрія Анкович        | 16 липня 1937 (вік 24 роки)    | 7      | Хайдук (Спліт)  |
| 8  | ПЗ   | Драгослав Шекуларац   | 8 листопада 1937 (вік 24 роки) | 29     | Црвена Звезда   |
| 9  | НП   | Дражан Єркович        | 6 серпня 1936 (вік 25 років)   | 9      | Динамо (Загреб) |
| 10 | ПЗ   | Мілан Галич (капітан) | 8 березня 1938 (вік 24 роки)   | 28     | Партизан        |
| 11 | НП   | Йосип Скоблар         | 12 березня 1941 (вік 21 рік)   | 2      | ОФК Белград     |
| 12 | ВР   | Срболюб Кривокуча     | 14 березня 1928 (вік 34 роки)  | 7      | ОФК Белград     |
| 13 | ЗХ   | Славко Свиняревич     | 16 квітня 1935 (вік 27 років)  | 1      | Воєводина       |
| 14 | ЗХ   | Василиє Шиякович      | 31 липня 1929 (вік 32 роки)    | 10     | ОФК Белград     |
| 15 | ПЗ   | Желько Матуш          | 9 серпня 1935 (вік 26 років)   | 9      | Динамо (Загреб) |
| 16 | НП   | Мухамед Муїч          | 25 квітня 1933 (вік 29 років)  | 31     | Вележ           |
| 17 | ПЗ   | Воїслав Мелич         | 5 січня 1940 (вік 22 роки)     | 0      | Црвена Звезда   |
| 18 | ПЗ   | Владимир Ковачевич    | 7 січня 1940 (вік 22 роки)     | 4      | Партизан        |
| 19 | ВР   | Мирко Стоянович       | 11 червня 1939 (вік 22 роки)   | 2      | Динамо (Загреб) |
| 20 | ЗХ   | Жарко Николич         | 16 жовтня 1938 (вік 23 роки)   | 9      | Воєводина       |
| 21 | НП   | Никола Стипич         | 18 грудня 1937 (вік 24 роки)   | 0      | Црвена Звезда   |
| 22 | ПЗ   | Александар Івош       | 28 червня 1931 (вік 30 років)  | 0      | Слобода (Тузла) |

### Уругвай
Головний тренер: Хуан Карлос Корассо
| №  | Поз. | Гравець                | Дата народження (вік)          | Матчів | Клуб                    |
| -- | ---- | ---------------------- | ------------------------------ | ------ | ----------------------- |
| 1  | ВР   | Роберто Соса           | 14 червня 1935 (вік 26 років)  | 11     | Насьйональ (Монтевідео) |
| 2  | ЗХ   | Орасіо Троче (капітан) | 14 лютого 1936 (вік 26 років)  | 16     | Насьйональ (Монтевідео) |
| 3  | ЗХ   | Еміліо Альварес        | 10 лютого 1939 (вік 23 роки)   | 5      | Насьйональ (Монтевідео) |
| 4  | ЗХ   | Маріо Мендес           | 11 травня 1938 (вік 24 роки)   | 7      | Насьйональ (Монтевідео) |
| 5  | ПЗ   | Нестор Гонсальвес      | 27 квітня 1936 (вік 26 років)  | 25     | Пеньяроль               |
| 6  | ПЗ   | Педро Кубілья          | 25 травня 1933 (вік 29 років)  | 7      | Рампла Хуніорс          |
| 7  | НП   | Домінго Перес          | 7 червня 1936 (вік 25 років)   | 10     | Насьйональ (Монтевідео) |
| 8  | ПЗ   | Хуліо Сесар Кортес     | 29 березня 1941 (вік 21 рік)   | 1      | Суд Америка             |
| 9  | НП   | Хосе Сасія             | 27 грудня 1933 (вік 28 років)  | 33     | Пеньяроль               |
| 10 | ПЗ   | Педро Роча             | 3 грудня 1942 (вік 19 років)   | 4      | Пеньяроль               |
| 11 | НП   | Луїс Кубілья           | 28 березня 1940 (вік 22 роки)  | 12     | Пеньяроль               |
| 12 | ВР   | Луїс Майдана           | 24 лютого 1934 (вік 28 років)  | 9      | Пеньяроль               |
| 14 | ЗХ   | Вільям Мартінес        | 13 січня 1928 (вік 34 роки)    | 43     | Пеньяроль               |
| 15 | ЗХ   | Рубен Сорія            | 23 січня 1935 (вік 27 років)   | 3      | Серро                   |
| 16 | ПЗ   | Едгардо Гонсалес       | 30 вересня 1936 (вік 25 років) | 21     | Пеньяроль               |
| 17 | ЗХ   | Рубен Гонсалес         | 17 липня 1939 (вік 22 роки)    | 10     | Насьйональ (Монтевідео) |
| 18 | ЗХ   | Елісео Альварес        | 9 серпня 1940 (вік 21 рік)     | 0      | Насьйональ (Монтевідео) |
| 19 | ПЗ   | Рональд Лангон         | 6 серпня 1939 (вік 22 роки)    | 6      | Дефенсор Спортінг       |
| 20 | НП   | Маріо Лудовіко Бергара | 1 грудня 1937 (вік 24 роки)    | 12     | Насьйональ (Монтевідео) |
| 21 | НП   | Ектор Сільва           | 1 лютого 1940 (вік 22 роки)    | 6      | Данубіо                 |
| 22 | НП   | Анхель Кабрера         | 9 жовтня 1939 (вік 22 роки)    | 4      | Пеньяроль               |
| 23 | НП   | Гільєрмо Ескалада      | 24 квітня 1936 (вік 26 років)  | 29     | Насьйональ (Монтевідео) |

### Колумбія
Головний тренер:  Адольфо Педернера
| №  | Поз. | Гравець                     | Дата народження (вік)           | Матчів | Клуб                   |
| -- | ---- | --------------------------- | ------------------------------- | ------ | ---------------------- |
| 1  | ВР   | Ефраїн Санчес               | 27 лютого 1926 (вік 36 років)   | 27     | Індепендьєнте Медельїн |
| 2  | ВР   | Ачито Вівас                 | 1 березня 1934 (вік 28 років)   | 0      | Депортіво Перейра      |
| 3  | ЗХ   | Франсіско Сулуага (капітан) | 4 лютого 1929 (вік 33 роки)     | 9      | Санта-Фе               |
| 4  | ЗХ   | Анібаль Альсате             | 31 січня 1933 (вік 29 років)    | 4      | Депортес Толіма        |
| 5  | ЗХ   | Хайме Гонсалес              | 1 квітня 1938 (вік 24 роки)     | 2      | Америка де Калі        |
| 6  | ЗХ   | Ігнасіо Кальє               | 21 серпня 1931 (вік 30 років)   | 8      | Атлетіко Насьйональ    |
| 7  | ЗХ   | Карлос Апонте               | 24 січня 1939 (вік 23 роки)     | 1      | Санта-Фе               |
| 8  | ЗХ   | Ектор Ечеверрі              | 10 квітня 1938 (вік 24 роки)    | 5      | Індепендьєнте Медельїн |
| 9  | ПЗ   | Хайме Сільва                | 10 жовтня 1935 (вік 26 років)   | 12     | Санта-Фе               |
| 10 | ПЗ   | Роландо Серрано             | 13 листопада 1938 (вік 23 роки) | 5      | Америка де Калі        |
| 11 | ЗХ   | Оскар Лопес                 | 2 квітня 1939 (вік 23 роки)     | 4      | Онсе Кальдас           |
| 12 | ПЗ   | Ернандо Товар               | 7 червня 1938 (вік 23 роки)     | 0      | Санта-Фе               |
| 13 | НП   | Херман Асерос               | 30 вересня 1938 (вік 23 роки)   | 6      | Депортіво Калі         |
| 14 | НП   | Луїс Пас                    | 25 червня 1942 (вік 19 років)   | 0      | Америка де Калі        |
| 15 | ПЗ   | Маркос Коль                 | 23 серпня 1935 (вік 26 років)   | 4      | Америка де Калі        |
| 16 | НП   | Ігнасіо Перес               | 19 грудня 1934 (вік 27 років)   | 4      | Онсе Кальдас           |
| 17 | НП   | Маріно Клінгер              | 7 лютого 1936 (вік 26 років)    | 3      | Мільйонаріос           |
| 18 | НП   | Еусебіо Ескобар             | 2 липня 1936 (вік 25 років)     | 2      | Депортіво Перейра      |
| 19 | НП   | Деліо Гамбоа                | 28 січня 1936 (вік 26 років)    | 9      | Мільйонаріос           |
| 20 | НП   | Антоніо Рада                | 13 червня 1937 (вік 24 роки)    | 2      | Депортіво Перейра      |
| 21 | НП   | Ектор Гонсалес              | 7 липня 1937 (вік 24 роки)      | 3      | Санта-Фе               |
| 22 | НП   | Хайро Аріас                 | 2 листопада 1938 (вік 23 роки)  | 4      | Атлетіко Насьйональ    |

## Група 2

### ФРН
Головний тренер: Зепп Гербергер
| №  | Поз. | Гравець               | Дата народження (вік)            | Матчів | Клуб                     |
| -- | ---- | --------------------- | -------------------------------- | ------ | ------------------------ |
| 1  | ВР   | Ганс Тільковскі       | 12 липня 1935 (вік 26 років)     | 18     | Вестфалія 04             |
| 2  | ЗХ   | Герберт Ергардт       | 6 липня 1930 (вік 31 рік)        | 45     | Гройтер Фюрт             |
| 3  | ЗХ   | Карл-Гайнц Шнеллінгер | 31 березня 1939 (вік 23 роки)    | 19     | Кельн                    |
| 4  | ЗХ   | Віллі Шульц           | 4 жовтня 1938 (вік 23 роки)      | 8      | Шальке 04                |
| 5  | ЗХ   | Лео Вільден           | 3 липня 1936 (вік 25 років)      | 6      | Кельн                    |
| 6  | ПЗ   | Горст Шиманяк         | 29 серпня 1934 (вік 27 років)    | 33     | Катанія                  |
| 7  | ПЗ   | Віллі Козловскі       | 17 лютого 1937 (вік 25 років)    | 1      | Шальке 04                |
| 8  | НП   | Гельмут Галлер        | 21 липня 1939 (вік 22 роки)      | 16     | Аугсбург                 |
| 9  | НП   | Уве Зеелер            | 5 листопада 1936 (вік 25 років)  | 30     | Гамбург                  |
| 10 | ПЗ   | Альберт Брюлльс       | 26 березня 1937 (вік 25 років)   | 18     | Боруссія (Менхенгладбах) |
| 11 | НП   | Ганс Шефер (капітан)  | 19 жовтня 1927 (вік 34 роки)     | 35     | Кельн                    |
| 12 | ЗХ   | Ганс Новак            | 9 серпня 1937 (вік 24 роки)      | 3      | Шальке 04                |
| 13 | ЗХ   | Юрген Курб'юн         | 26 липня 1940 (вік 21 рік)       | 1      | Гамбург                  |
| 14 | ЗХ   | Юрген Вернер          | 15 серпня 1935 (вік 26 років)    | 2      | Гамбург                  |
| 15 | ПЗ   | Віллі Гіземан         | 2 вересня 1937 (вік 24 роки)     | 9      | Баварія (Мюнхен)         |
| 16 | ПЗ   | Ганс Штурм            | 3 вересня 1935 (вік 26 років)    | 2      | Кельн                    |
| 17 | НП   | Енгельберт Краус      | 30 липня 1934 (вік 27 років)     | 5      | Кікерс (Оффенбах)        |
| 18 | ПЗ   | Гюнтер Геррманн       | 1 вересня 1939 (вік 22 роки)     | 7      | Карлсруе                 |
| 19 | НП   | Гайнц Штрель          | 20 липня 1938 (вік 23 роки)      | 0      | Нюрнберг                 |
| 20 | НП   | Гайнц Фолльмар        | 26 квітня 1936 (вік 26 років)    | 12     | Саарбрюкен               |
| 21 | ВР   | Гюнтер Савіцкі        | 22 листопада 1932 (вік 29 років) | 9      | Штутгарт                 |
| 22 | ВР   | Вольфганг Фаріан      | 31 травня 1941 (вік 20 років)    | 1      | Ульм 1846                |

### Чилі
Головний тренер: Фернандо Рієра
| №  | Поз. | Гравець                  | Дата народження (вік)            | Матчів | Клуб                     |
| -- | ---- | ------------------------ | -------------------------------- | ------ | ------------------------ |
| 1  | ВР   | Місаель Ескуті           | 20 грудня 1926 (вік 35 років)    | 31     | Коло-Коло                |
| 2  | ЗХ   | Луїс Ейсагірре           | 22 червня 1939 (вік 22 роки)     | 19     | Універсідад де Чилі      |
| 3  | ЗХ   | Рауль Санчес             | 26 жовтня 1933 (вік 28 років)    | 21     | Сантьяго Вондерерз       |
| 4  | ЗХ   | Серхіо Наварро (капітан) | 20 листопада 1936 (вік 25 років) | 26     | Універсідад де Чилі      |
| 5  | ЗХ   | Карлос Контрерас         | 7 жовтня 1938 (вік 23 роки)      | 6      | Універсідад де Чилі      |
| 6  | ПЗ   | Еладіо Рохас             | 8 листопада 1934 (вік 27 років)  | 11     | Евертон (Вінья-дель-Мар) |
| 7  | НП   | Хайме Рамірес            | 14 серпня 1931 (вік 30 років)    | 39     | Універсідад де Чилі      |
| 8  | ПЗ   | Хорхе Торо               | 10 січня 1939 (вік 23 роки)      | 15     | Коло-Коло                |
| 9  | НП   | Оноріно Ланда            | 1 червня 1942 (вік 19 років)     | 4      | Уніон Еспаньйола         |
| 10 | НП   | Альберто Фуїю            | 22 листопада 1940 (вік 21 рік)   | 15     | Універсідад Католіка     |
| 11 | НП   | Леонель Санчес           | 25 квітня 1936 (вік 26 років)    | 45     | Універсідад де Чилі      |
| 12 | ВР   | Адан Годой               | 26 листопада 1936 (вік 25 років) | 0      | Сантьяго Морнінг         |
| 13 | ЗХ   | Серхіо Вальдес           | 11 травня 1933 (вік 29 років)    | 16     | Універсідад Католіка     |
| 14 | ЗХ   | Уго Лепе                 | 14 квітня 1940 (вік 22 роки)     | 1      | Сантьяго Морнінг         |
| 15 | ЗХ   | Мануель Родрігес         | 18 січня 1938 (вік 24 роки)      | 2      | Уніон Еспаньйола         |
| 16 | ЗХ   | Умберто Крус             | 8 грудня 1939 (вік 22 роки)      | 2      | Сантьяго Морнінг         |
| 17 | ПЗ   | Маріо Ортіс              | 28 січня 1936 (вік 26 років)     | 12     | Коло-Коло                |
| 18 | НП   | Маріо Морено             | 31 грудня 1935 (вік 26 років)    | 24     | Коло-Коло                |
| 19 | НП   | Брауліо Муссо            | 24 травня 1937 (вік 25 років)    | 14     | Універсідад де Чилі      |
| 20 | НП   | Карлос Кампос            | 14 лютого 1937 (вік 25 років)    | 2      | Універсідад де Чилі      |
| 21 | НП   | Армандо Тобар            | 7 червня 1938 (вік 23 роки)      | 17     | Універсідад Католіка     |
| 22 | ВР   | Мануель Асторга          | 15 травня 1937 (вік 25 років)    | 5      | Універсідад де Чилі      |

### Італія
Головний тренер: Паоло Мацца and Джованні Феррарі
| №  | Поз. | Гравець                  | Дата народження (вік)           | Матчів | Клуб           |
| -- | ---- | ------------------------ | ------------------------------- | ------ | -------------- |
| 1  | ВР   | Лоренцо Буффон (капітан) | 19 грудня 1929 (вік 32 роки)    | 13     | Інтернаціонале |
| 2  | ЗХ   | Джакомо Лозі             | 9 листопада 1935 (вік 26 років) | 9      | Рома           |
| 3  | ПЗ   | Луїджі Радіче            | 15 січня 1935 (вік 27 років)    | 2      | Мілан          |
| 4  | ЗХ   | Сандро Сальвадоре        | 29 листопада 1939 (вік 22 роки) | 5      | Мілан          |
| 5  | ЗХ   | Чезаре Мальдіні          | 5 лютого 1932 (вік 30 років)    | 6      | Мілан          |
| 6  | ПЗ   | Джованні Трапаттоні      | 17 березня 1939 (вік 23 роки)   | 7      | Мілан          |
| 7  | НП   | Бруно Мора               | 29 березня 1937 (вік 25 років)  | 9      | Ювентус        |
| 8  | НП   | Умберто Маскіо           | 20 лютого 1933 (вік 29 років)   | 1      | Аталанта       |
| 9  | НП   | Жозе Алтафіні            | 24 липня 1938 (вік 23 роки)     | 4      | Мілан          |
| 10 | НП   | Омар Сіворі              | 2 жовтня 1935 (вік 26 років)    | 7      | Ювентус        |
| 11 | НП   | Джампаоло Менікеллі      | 29 червня 1938 (вік 23 роки)    | 2      | Рома           |
| 12 | ВР   | Карло Маттрель           | 14 квітня 1937 (вік 25 років)   | 1      | Палермо        |
| 13 | ВР   | Енріко Альбертозі        | 2 листопада 1939 (вік 22 роки)  | 1      | Фіорентіна     |
| 14 | НП   | Джанні Рівера            | 18 серпня 1943 (вік 18 років)   | 1      | Мілан          |
| 15 | НП   | Анджело Сормані          | 3 липня 1939 (вік 22 роки)      | 0      | Мантова        |
| 16 | ЗХ   | Енцо Роботті             | 13 червня 1935 (вік 26 років)   | 6      | Фіорентіна     |
| 17 | НП   | Едзіо Паскутті           | 1 червня 1937 (вік 24 роки)     | 1      | Болонья        |
| 18 | ЗХ   | Маріо Давід              | 3 січня 1934 (вік 28 років)     | 2      | Мілан          |
| 19 | ЗХ   | Франческо Янич           | 27 березня 1937 (вік 25 років)  | 0      | Болонья        |
| 20 | ПЗ   | Паріде Тумбурус          | 8 березня 1939 (вік 23 роки)    | 0      | Болонья        |
| 21 | ПЗ   | Джорджо Ферріні          | 18 серпня 1939 (вік 22 роки)    | 1      | Торіно         |
| 22 | НП   | Джакомо Бульгареллі      | 24 жовтня 1940 (вік 21 рік)     | 0      | Болонья        |

### Швейцарія
Головний тренер:  Карл Раппан
| №  | Поз. | Гравець                 | Дата народження (вік)          | Матчів | Клуб         |
| -- | ---- | ----------------------- | ------------------------------ | ------ | ------------ |
| 1  | ВР   | Карл Ельзенер           | 13 серпня 1934 (вік 27 років)  | 13     | Грассгоппер  |
| 2  | ВР   | Антоніо Пермунян        | 15 серпня 1930 (вік 31 рік)    | 11     | Люцерн       |
| 3  | ВР   | Курт Штеттлер           | 21 серпня 1932 (вік 29 років)  | 1      | Базель       |
| 4  | ПЗ   | Віллі Кернен            | 6 серпня 1929 (вік 32 роки)    | 41     | Ла Шо-де-Фон |
| 5  | ЗХ   | Фріц Морф               | 29 січня 1928 (вік 34 роки)    | 6      | Гренхен      |
| 6  | ЗХ   | Петер Реш               | 15 вересня 1930 (вік 31 рік)   | 5      | Серветт      |
| 7  | ЗХ   | Гайнц Шнайтер           | 12 квітня 1935 (вік 27 років)  | 20     | Янг Бойз     |
| 8  | ЗХ   | Елі Таккелла            | 25 травня 1936 (вік 26 років)  | 5      | Лозанна      |
| 9  | ЗХ   | Андре Гробеті           | 22 червня 1933 (вік 28 років)  | 22     | Лозанна      |
| 10 | ЗХ   | Фріц Кель               | 12 липня 1937 (вік 24 роки)    | 0      | Цюрих        |
| 11 | ЗХ   | Ойген Маєр              | 30 квітня 1930 (вік 32 роки)   | 41     | Янг Бойз     |
| 12 | НП   | Марсель Фонлантен       | 8 вересня 1933 (вік 28 років)  | 0      | Лозанна      |
| 13 | ПЗ   | Ганс Вебер              | 8 вересня 1934 (вік 27 років)  | 15     | Базель       |
| 14 | ПЗ   | Антон Аллеманн          | 6 січня 1936 (вік 26 років)    | 17     | Мантова      |
| 15 | НП   | Шарль Антенен (капітан) | 3 листопада 1929 (вік 32 роки) | 53     | Ла Шо-де-Фон |
| 16 | НП   | Ріхард Дюрр             | 1 грудня 1938 (вік 23 роки)    | 1      | Лозанна      |
| 17 | НП   | Норберт Ешманн          | 19 березня 1933 (вік 29 років) | 7      | Стад Франсе  |
| 18 | НП   | Філіпп Потт'є           | 9 липня 1938 (вік 23 роки)     | 8      | Стад Франсе  |
| 19 | НП   | Жильбер Рі              | 30 жовтня 1930 (вік 31 рік)    | 6      | Лозанна      |
| 20 | ПЗ   | Роже Фонлантен          | 5 грудня 1930 (вік 31 рік)     | 24     | Лозанна      |
| 21 | НП   | Рольф Вютріх            | 4 вересня 1938 (вік 23 роки)   | 5      | Серветт      |
| 22 | НП   | Роберто Фріджеріо       | 16 травня 1938 (вік 24 роки)   | 0      | Ла Шо-де-Фон |

## Група 3

### Бразилія
Головний тренер: Айморе Морейра
| №  | Поз. | Гравець         | Дата народження (вік)            | Матчів | Клуб                |
| -- | ---- | --------------- | -------------------------------- | ------ | ------------------- |
| 1  | ВР   | Жилмар          | 22 серпня 1930 (вік 31 рік)      | 63     | Сантус              |
| 2  | ЗХ   | Джалма Сантус   | 27 лютого 1929 (вік 33 роки)     | 71     | Палмейрас           |
| 3  | ЗХ   | Мауро (капітан) | 30 серпня 1930 (вік 31 рік)      | 17     | Сантус              |
| 4  | ПЗ   | Зіто            | 18 серпня 1932 (вік 29 років)    | 29     | Сантус              |
| 5  | ЗХ   | Зозімо          | 19 червня 1932 (вік 29 років)    | 29     | Бангу               |
| 6  | ЗХ   | Нілтон Сантус   | 16 травня 1925 (вік 37 років)    | 69     | Ботафого            |
| 7  | НП   | Гаррінча        | 28 жовтня 1933 (вік 28 років)    | 31     | Ботафого            |
| 8  | ПЗ   | Діді            | 8 жовтня 1929 (вік 32 роки)      | 62     | Ботафого            |
| 9  | НП   | Коутіньйо       | 11 червня 1943 (вік 18 років)    | 10     | Сантус              |
| 10 | НП   | Пеле            | 23 жовтня 1940 (вік 21 рік)      | 30     | Сантус              |
| 11 | НП   | Пепе            | 25 лютого 1935 (вік 27 років)    | 25     | Сантус              |
| 12 | ЗХ   | Жаїр Маріньйо   | 17 липня 1936 (вік 25 років)     | 4      | Флуміненсе          |
| 13 | ЗХ   | Белліні         | 7 червня 1930 (вік 31 рік)       | 37     | Сан-Паулу           |
| 14 | ЗХ   | Журандір        | 12 листопада 1940 (вік 21 рік)   | 2      | Сан-Паулу           |
| 15 | ЗХ   | Алтаїр          | 21 січня 1938 (вік 24 роки)      | 5      | Флуміненсе          |
| 16 | ПЗ   | Зекінья         | 18 листопада 1934 (вік 27 років) | 10     | Палмейрас           |
| 17 | ПЗ   | Менгалвіо       | 17 грудня 1939 (вік 22 роки)     | 7      | Сантус              |
| 18 | НП   | Жаїр да Коста   | 9 липня 1940 (вік 21 рік)        | 1      | Португеза Деспортос |
| 19 | НП   | Вава            | 12 листопада 1934 (вік 27 років) | 13     | Палмейрас           |
| 20 | НП   | Амарілдо        | 29 червня 1939 (вік 22 роки)     | 6      | Ботафого            |
| 21 | НП   | Загалло         | 9 серпня 1931 (вік 30 років)     | 21     | Ботафого            |
| 22 | ВР   | Кастільйо       | 27 листопада 1927 (вік 34 роки)  | 25     | Флуміненсе          |

### Чехословаччина
Головний тренер: Рудольф Витлачил
| №  | Поз. | Гравець                  | Дата народження (вік)          | Матчів | Клуб                           |
| -- | ---- | ------------------------ | ------------------------------ | ------ | ------------------------------ |
| 1  | ВР   | Вільям Шройф             | 2 серпня 1931 (вік 30 років)   | 22     | Слован (Братислава)            |
| 2  | ЗХ   | Ян Лала                  | 10 вересня 1936 (вік 25 років) | 1      | Динамо (Прага)                 |
| 3  | ЗХ   | Ян Поплугар              | 12 серпня 1935 (вік 26 років)  | 27     | Слован (Братислава)            |
| 4  | ЗХ   | Ладислав Новак (капітан) | 5 грудня 1931 (вік 30 років)   | 59     | Дукла (Прага)                  |
| 5  | ЗХ   | Сватоплук Плускал        | 28 жовтня 1930 (вік 31 рік)    | 38     | Дукла (Прага)                  |
| 6  | ПЗ   | Йозеф Масопуст           | 9 лютого 1931 (вік 31 рік)     | 44     | Дукла (Прага)                  |
| 7  | ПЗ   | Йозеф Штибраний          | 11 квітня 1940 (вік 22 роки)   | 3      | Спартак (Трнава)               |
| 8  | НП   | Адольф Шерер             | 5 травня 1938 (вік 24 роки)    | 18     | Словнафт (Братислава)          |
| 9  | НП   | Павол Молнар             | 13 лютого 1936 (вік 26 років)  | 20     | Слован (Братислава)            |
| 10 | НП   | Йозеф Адамець            | 26 лютого 1942 (вік 20 років)  | 4      | Дукла (футбольний клуб, Прага) |
| 11 | НП   | Йозеф Єлінек             | 9 січня 1941 (вік 21 рік)      | 4      | Дукла (футбольний клуб, Прага) |
| 12 | ЗХ   | Їржі Тихий               | 6 грудня 1933 (вік 28 років)   | 13     | Словнафт (Братислава)          |
| 13 | ВР   | Франтішек Шмукер         | 28 січня 1940 (вік 22 роки)    | 1      | Руда Гвезда (Брно)             |
| 14 | НП   | Вацлав Машек             | 21 березня 1941 (вік 21 рік)   | 7      | Спартак Прага Соколово         |
| 15 | НП   | Владимир Кос             | 9 серпня 1935 (вік 26 років)   | 1      | ЧКД Прага                      |
| 16 | ЗХ   | Тітус Буберник           | 12 жовтня 1933 (вік 28 років)  | 17     | Словнафт (Братислава)          |
| 17 | НП   | Томаш Поспіхал           | 26 червня 1936 (вік 25 років)  | 10     | Банік (Острава)                |
| 18 | НП   | Йозеф Кадраба            | 29 вересня 1933 (вік 28 років) | 9      | Кладно                         |
| 19 | НП   | Андрей Квашняк           | 19 травня 1936 (вік 26 років)  | 12     | Спартак Прага Соколово         |
| 20 | НП   | Ярослав Боровичка        | 26 січня 1931 (вік 31 рік)     | 21     | Дукла (Прага)                  |
| 21 | ВР   | Павел Коуба              | 1 вересня 1938 (вік 23 роки)   | 0      | Дукла (Прага)                  |
| 22 | ЗХ   | Йозеф Бомба              | 30 березня 1939 (вік 23 роки)  | 6      | Татран                         |

### Мексика
Головний тренер: Ігнасіо Трельєс Кампос
| №  | Поз. | Гравець                     | Дата народження (вік)            | Матчів | Клуб                  |
| -- | ---- | --------------------------- | -------------------------------- | ------ | --------------------- |
| 1  | ВР   | Антоніо Карбахаль (капітан) | 7 червня 1929 (вік 32 роки)      | 39     | Леон                  |
| 2  | ЗХ   | Хесус дель Муро             | 30 листопада 1937 (вік 24 роки)  | 13     | Атлас (Гвадалахара)   |
| 3  | ЗХ   | Гільєрмо Сепульведа         | 29 листопада 1934 (вік 27 років) | 16     | Гвадалахара           |
| 4  | ЗХ   | Хосе Вільєгас               | 20 червня 1934 (вік 27 років)    | 19     | Гвадалахара           |
| 5  | ЗХ   | Рауль Карденас              | 30 жовтня 1928 (вік 33 роки)     | 34     | Сакатепек             |
| 6  | ПЗ   | Педро Нахера                | 3 лютого 1929 (вік 33 роки)      | 24     | Клуб Америка (Мехіко) |
| 7  | НП   | Альфредо Дель Агіла         | 3 січня 1935 (вік 27 років)      | 26     | Толука                |
| 8  | ПЗ   | Сальвадор Реєс              | 20 вересня 1936 (вік 25 років)   | 37     | Гвадалахара           |
| 9  | НП   | Ектор Ернандес Гарсія       | 6 грудня 1935 (вік 26 років)     | 15     | Гвадалахара           |
| 10 | НП   | Гільєрмо Ортіс              | 25 червня 1939 (вік 22 роки)     | 8      | Некакса               |
| 11 | НП   | Ісідро Діас Мехіа           | 14 березня 1940 (вік 22 роки)    | 10     | Гвадалахара           |
| 12 | ВР   | Хайме Гомес                 | 29 грудня 1929 (вік 32 роки)     | 9      | Гвадалахара           |
| 13 | ЗХ   | Артуро Чайрес Різо          | 14 березня 1937 (вік 25 років)   | 5      | Гвадалахара           |
| 14 | ПЗ   | Педро Ромеро                | 12 квітня 1937 (вік 25 років)    | 0      | Толука                |
| 15 | ЗХ   | Ігнасіо Хаурегі             | 31 липня 1938 (вік 23 роки)      | 13     | Атлас (Гвадалахара)   |
| 16 | ПЗ   | Сальвадор Фарфан            | 22 червня 1932 (вік 29 років)    | 2      | Атланте (Канкун)      |
| 17 | НП   | Феліпе Рувалькаба           | 16 лютого 1941 (вік 21 рік)      | 0      | Оро                   |
| 18 | НП   | Альфредо Ернандес           | 18 червня 1935 (вік 26 років)    | 5      | Монтеррей             |
| 19 | НП   | Антоніо Хассо               | 11 березня 1935 (вік 27 років)   | 16     | Клуб Америка (Мехіко) |
| 20 | ПЗ   | Маріо Веларде               | 29 березня 1940 (вік 22 роки)    | 0      | Некакса               |
| 21 | НП   | Хосе Альберто Баеса         | 6 грудня 1938 (вік 23 роки)      | 0      | Некакса               |
| 22 | ВР   | Антоніо Мота                | 26 січня 1939 (вік 23 роки)      | 2      | Оро                   |

### Іспанія
Головний тренер:  Еленіо Еррера
| №  | Поз. | Гравець                | Дата народження (вік)           | Матчів | Клуб              |
| -- | ---- | ---------------------- | ------------------------------- | ------ | ----------------- |
| 1  | ВР   | Хосе Аракістайн        | 4 березня 1937 (вік 25 років)   | 5      | Реал Мадрид       |
| 2  | ВР   | Сальвадор Садурні      | 3 квітня 1941 (вік 21 рік)      | 0      | Барселона         |
| 3  | ВР   | Кармело                | 6 грудня 1930 (вік 31 рік)      | 10     | Атлетік (Більбао) |
| 4  | НП   | Енріке Кольяр          | 2 листопада 1934 (вік 27 років) | 10     | Атлетіко (Мадрид) |
| 5  | ПЗ   | Луїс дель Соль         | 6 квітня 1935 (вік 27 років)    | 10     | Реал Мадрид       |
| 6  | НП   | Альфредо Ді Стефано    | 4 липня 1926 (вік 35 років)     | 31     | Реал Мадрид       |
| 7  | ЗХ   | Луїс Марія Ечеберрія   | 24 березня 1940 (вік 22 роки)   | 0      | Атлетік (Більбао) |
| 8  | ЗХ   | Хесус Гарай            | 10 вересня 1930 (вік 31 рік)    | 28     | Барселона         |
| 9  | НП   | Франсіско Хенто        | 21 жовтня 1933 (вік 28 років)   | 26     | Реал Мадрид       |
| 10 | ЗХ   | Сігфрід Грасія         | 27 березня 1932 (вік 30 років)  | 8      | Барселона         |
| 11 | ЗХ   | Фелісьяно Рівілья      | 21 серпня 1936 (вік 25 років)   | 9      | Атлетіко (Мадрид) |
| 12 | ПЗ   | Хоакін Пейро           | 29 січня 1936 (вік 26 років)    | 7      | Атлетіко (Мадрид) |
| 13 | ЗХ   | Пачін                  | 28 грудня 1938 (вік 23 роки)    | 4      | Реал Мадрид       |
| 14 | НП   | Ференц Пушкаш          | 2 квітня 1927 (вік 35 років)    | 1      | Реал Мадрид       |
| 15 | НП   | Еулохіо Мартінес       | 11 червня 1935 (вік 26 років)   | 7      | Барселона         |
| 16 | ЗХ   | Северіно Рейха         | 25 листопада 1938 (вік 23 роки) | 0      | Реал Сарагоса     |
| 17 | ЗХ   | Родрі                  | 8 березня 1934 (вік 28 років)   | 0      | Барселона         |
| 18 | ПЗ   | Аделардо               | 26 вересня 1939 (вік 22 роки)   | 0      | Атлетіко (Мадрид) |
| 19 | ЗХ   | Хосе Сантамарія        | 31 липня 1929 (вік 32 роки)     | 14     | Реал Мадрид       |
| 20 | ЗХ   | Жоан Сегарра (капітан) | 15 листопада 1927 (вік 34 роки) | 24     | Барселона         |
| 21 | НП   | Луїс Суарес            | 2 травня 1935 (вік 27 років)    | 22     | Інтернаціонале    |
| 22 | ПЗ   | Марті Верхес           | 8 березня 1934 (вік 28 років)   | 10     | Барселона         |

## Група 4

### Угорщина
Головний тренер: Лайош Бароті
| №  | Поз. | Гравець                | Дата народження (вік)            | Матчів | Клуб            |
| -- | ---- | ---------------------- | -------------------------------- | ------ | --------------- |
| 1  | ВР   | Дьюла Грошич (капітан) | 4 лютого 1926 (вік 36 років)     | 81     | Татабанья       |
| 2  | ЗХ   | Шандор Матраї          | 20 листопада 1932 (вік 29 років) | 41     | Ференцварош     |
| 3  | ЗХ   | Кальман Месей          | 16 липня 1941 (вік 20 років)     | 4      | Вашаш           |
| 4  | ЗХ   | Ласло Шароші           | 27 лютого 1932 (вік 30 років)    | 25     | Вашаш           |
| 5  | ЗХ   | Ерне Шоймоші           | 21 вересня 1940 (вік 21 рік)     | 16     | Уйпешт          |
| 6  | ПЗ   | Ференц Шипош           | 13 грудня 1932 (вік 29 років)    | 44     | МТК             |
| 7  | НП   | Карой Шандор           | 29 листопада 1928 (вік 33 роки)  | 58     | МТК             |
| 8  | НП   | Янош Гереч             | 8 травня 1939 (вік 23 роки)      | 32     | Уйпешт          |
| 9  | НП   | Флоріан Альберт        | 15 вересня 1941 (вік 20 років)   | 23     | Ференцварош     |
| 10 | ПЗ   | Лайош Тіхі             | 21 березня 1935 (вік 27 років)   | 53     | Будапешт Гонвед |
| 11 | НП   | Мате Феньвеші          | 20 вересня 1933 (вік 28 років)   | 42     | Ференцварош     |
| 12 | ЗХ   | Кальман Шоварі         | 21 грудня 1940 (вік 21 рік)      | 7      | Уйпешт          |
| 13 | ЗХ   | Кальман Іхас           | 6 березня 1941 (вік 21 рік)      | 0      | Вашаш           |
| 14 | ПЗ   | Іштван Надь            | 14 квітня 1939 (вік 23 роки)     | 1      | МТК             |
| 15 | ПЗ   | Іван Менцель           | 14 грудня 1941 (вік 20 років)    | 0      | Шалготар'ян     |
| 16 | НП   | Янош Фаркаш            | 27 березня 1942 (вік 20 років)   | 4      | Вашаш           |
| 17 | НП   | Дьюла Ракоші           | 9 жовтня 1938 (вік 23 роки)      | 3      | Ференцварош     |
| 18 | НП   | Тівадар Моносторі      | 24 серпня 1936 (вік 25 років)    | 5      | Дорог           |
| 19 | НП   | Бела Кухарскі          | 20 квітня 1940 (вік 22 роки)     | 5      | Уйпешт          |
| 20 | НП   | Ласло Бедер            | 17 серпня 1933 (вік 28 років)    | 1      | МТК             |
| 21 | ВР   | Анталь Сентміхаї       | 3 червня 1937 (вік 24 роки)      | 1      | Вашаш           |
| 22 | ВР   | Іштван Ільку           | 6 березня 1933 (вік 29 років)    | 6      | Дорог           |

### Англія
Головний тренер: Волтер Вінтерботтом
| №  | Поз. | Гравець                | Дата народження (вік)          | Матчів | Клуб                    |
| -- | ---- | ---------------------- | ------------------------------ | ------ | ----------------------- |
| 1  | ВР   | Рон Спрінгетт          | 22 липня 1935 (вік 26 років)   | 21     | Шеффілд Венсдей         |
| 2  | ЗХ   | Джиммі Армфілд         | 2 вересня 1935 (вік 26 років)  | 25     | Блекпул                 |
| 3  | ЗХ   | Рей Вілсон             | 17 грудня 1934 (вік 27 років)  | 11     | Гаддерсфілд Таун        |
| 4  | ПЗ   | Боббі Робсон           | 18 лютого 1933 (вік 29 років)  | 20     | Вест-Бромвіч Альбіон    |
| 5  | ЗХ   | Пітер Свон             | 8 жовтня 1936 (вік 25 років)   | 19     | Шеффілд Венсдей         |
| 6  | ПЗ   | Рон Флаверс            | 28 липня 1934 (вік 27 років)   | 32     | Вулвергемптон Вондерерз |
| 7  | ПЗ   | Джон Коннеллі          | 18 липня 1938 (вік 23 роки)    | 8      | Бернлі                  |
| 8  | НП   | Джиммі Грівз           | 20 лютого 1940 (вік 22 роки)   | 18     | Тоттенгем Готспур       |
| 9  | НП   | Джеррі Гітченс         | 8 жовтня 1934 (вік 27 років)   | 5      | Інтернаціонале          |
| 10 | НП   | Джонні Гейнс (капітан) | 17 жовтня 1934 (вік 27 років)  | 52     | Фулгем                  |
| 11 | НП   | Боббі Чарлтон          | 11 жовтня 1937 (вік 24 роки)   | 35     | Манчестер Юнайтед       |
| 12 | ВР   | Алан Годжкінсон        | 16 серпня 1936 (вік 25 років)  | 5      | Шеффілд Юнайтед         |
| 13 | НП   | Дерек Ківан*           | 6 березня 1935 (вік 27 років)  | 14     | Вест-Бромвіч Альбіон    |
| 14 | ПЗ   | Стен Андерсон          | 27 лютого 1933 (вік 29 років)  | 2      | Сандерленд              |
| 15 | ЗХ   | Моріс Норман           | 8 травня 1934 (вік 28 років)   | 1      | Тоттенгем Готспур       |
| 16 | ЗХ   | Боббі Мур              | 12 квітня 1941 (вік 21 рік)    | 1      | Вест Гем Юнайтед        |
| 17 | ПЗ   | Браян Дуглас           | 27 травня 1934 (вік 28 років)  | 29     | Блекберн Роверз         |
| 18 | НП   | Роджер Гант            | 20 липня 1938 (вік 23 роки)    | 1      | Ліверпуль               |
| 19 | НП   | Алан Пікок             | 29 жовтня 1937 (вік 24 роки)   | 0      | Мідлсбро                |
| 20 | ПЗ   | Джордж Істгем          | 23 вересня 1936 (вік 25 років) | 0      | Арсенал (Лондон)        |
| 21 | ЗХ   | Дон Гоу                | 12 жовтня 1935 (вік 26 років)  | 23     | Вест-Бромвіч Альбіон    |
| 22 | ПЗ   | Джиммі Адамсон*        | 04 квітня 1929 (вік 33 роки)   | 0      | Бернлі                  |

Дерек Ківан був у резерві і залишився в Англії. Джиммі Адамсон, був включений до заявки збірної, одночасно виконуючи обов'язки асистента головного тренера.

### Аргентина
Головний тренер: Хуан Карлос Лоренсо
| №  | Поз. | Гравець                 | Дата народження (вік)            | Матчів | Клуб                       |
| -- | ---- | ----------------------- | -------------------------------- | ------ | -------------------------- |
| 1  | ВР   | Антоніо Рома            | 13 липня 1932 (вік 29 років)     |        | Бока Хуніорс               |
| 2  | ЗХ   | Хосе Рамос Дельґадо     | 26 серпня 1935 (вік 26 років)    |        | Рівер Плейт                |
| 3  | ЗХ   | Сільвіо Марсоліні       | 4 жовтня 1940 (вік 21 рік)       |        | Бока Хуніорс               |
| 4  | ЗХ   | Альберто Сайнс          | 13 грудня 1937 (вік 24 роки)     |        | Рівер Плейт                |
| 5  | ПЗ   | Федеріко Саккі          | 9 серпня 1936 (вік 25 років)     |        | Расінг (Авельянеда)        |
| 6  | ЗХ   | Рауль Паес              | 26 травня 1937 (вік 25 років)    |        | Сан-Лоренсо                |
| 7  | НП   | Ектор Факундо           | 2 листопада 1937 (вік 24 роки)   |        | Сан-Лоренсо                |
| 8  | НП   | Мартін Пандо            | 26 грудня 1934 (вік 27 років)    |        | Рівер Плейт                |
| 9  | НП   | Марсело Пагані          | 19 серпня 1941 (вік 20 років)    |        | Рівер Плейт                |
| 10 | НП   | Хосе Санфіліппо         | 4 травня 1935 (вік 27 років)     |        | Сан-Лоренсо                |
| 11 | НП   | Рауль Белен             | 1 липня 1931 (вік 30 років)      |        | Расінг (Авельянеда)        |
| 12 | ВР   | Рохеліо Домінгес        | 9 березня 1932 (вік 30 років)    |        | Рівер Плейт                |
| 13 | ПЗ   | Оскар Россі             | 27 липня 1930 (вік 31 рік)       |        | Сан-Лоренсо                |
| 14 | ЗХ   | Альберто Маріотті       | 23 серпня 1935 (вік 26 років)    |        | San Lorenzo                |
| 15 | ЗХ   | Рубен Наварро (капітан) | 11 березня 1933 (вік 29 років)   |        | Індепендьєнте (Авельянеда) |
| 16 | ПЗ   | Антоніо Раттін          | 16 травня 1937 (вік 25 років)    |        | Бока Хуніорс               |
| 17 | ЗХ   | Рафаель Альбрехт        | 28 серпня 1941 (вік 20 років)    |        | Естудьянтес (Ла-Плата)     |
| 18 | ЗХ   | Владислао Кап           | 5 липня 1934 (вік 27 років)      |        | Рівер Плейт                |
| 19 | НП   | Рубен Сос               | 14 листопада 1936 (вік 25 років) |        | Расінг (Авельянеда)        |
| 20 | НП   | Хуан Карлос Оленяк      | 4 березня 1942 (вік 20 років)    |        | Архентінос Хуніорс         |
| 21 | ПЗ   | Рамон Абеледо           | 29 квітня 1937 (вік 25 років)    |        | Індепендьєнте (Авельянеда) |
| 22 | НП   | Альберто Гонсалес       | 21 серпня 1941 (вік 20 років)    |        | Бока Хуніорс               |

### Болгарія
Головний тренер: Георгій Пачеджиєв
| №  | Поз. | Гравець                 | Дата народження (вік)            | Матчів | Клуб              |
| -- | ---- | ----------------------- | -------------------------------- | ------ | ----------------- |
| 1  | ВР   | Георгій Найденов        | 21 грудня 1931 (вік 30 років)    | 39     | ЦДНА (Софія)      |
| 2  | ЗХ   | Кирил Ракаров (капітан) | 24 травня 1932 (вік 30 років)    | 56     | ЦДНА (Софія)      |
| 3  | ЗХ   | Іван Димитров           | 14 травня 1935 (вік 27 років)    | 30     | Локомотив (Софія) |
| 4  | ПЗ   | Стоян Кітов             | 27 серпня 1938 (вік 23 роки)     | 7      | Спартак (Софія)   |
| 5  | ЗХ   | Димитар Костов          | 26 липня 1936 (вік 25 років)     | 2      | Левські           |
| 6  | ПЗ   | Нікола Ковачев          | 4 червня 1934 (вік 27 років)     | 38     | ЦДНА (Софія)      |
| 7  | ПЗ   | Тодор Дієв              | 28 січня 1934 (вік 28 років)     | 38     | Спартак (Пловдив) |
| 8  | ЗХ   | Димитар Димов           | 13 грудня 1937 (вік 24 роки)     | 5      | Спартак (Пловдив) |
| 9  | НП   | Христо Ілієв            | 11 травня 1936 (вік 26 років)    | 17     | Левські           |
| 10 | НП   | Іван Колев              | 1 листопада 1930 (вік 31 рік)    | 60     | ЦДНА (Софія)      |
| 11 | НП   | Димитар Якимов          | 12 липня 1941 (вік 20 років)     | 19     | ЦДНА (Софія)      |
| 12 | ЗХ   | Добромир Жечев          | 12 листопада 1942 (вік 19 років) | 3      | Спартак (Софія)   |
| 13 | НП   | Петар Величков          | 8 серпня 1940 (вік 21 рік)       | 4      | Локомотив (Софія) |
| 14 | НП   | Георгій Соколов         | 19 червня 1942 (вік 19 років)    | 6      | Левські           |
| 15 | НП   | Георгі Аспарухов        | 4 травня 1943 (вік 19 років)     | 1      | Ботев (Пловдив)   |
| 16 | ПЗ   | Александар Костов       | 5 березня 1938 (вік 24 роки)     | 1      | Левські           |
| 17 | ПЗ   | Пантелей Димитров       | 2 листопада 1940 (вік 21 рік)    | 0      | ЦДНА (Софія)      |
| 18 | ВР   | Іван Іванов             | 1 січня 1942 (вік 20 років)      | 0      | Черно море        |
| 19 | НП   | Динко Дерменджиєв       | 2 червня 1941 (вік 20 років)     | 1      | Ботев (Пловдив)   |
| 20 | ВР   | Нікола Парчанов         | 16 лютого 1934 (вік 28 років)    | 2      | Спартак (Плевен)  |
| 21 | НП   | Панайот Панайотов       | 30 грудня 1930 (вік 31 рік)      | 45     | ЦДНА (Софія)      |
| 22 | НП   | Георгій Ніколов         | 01 травня 1931 (вік 31 рік)      | 0      | Черно море        |